# Oberamt Mosbach
Das Oberamt Mosbach war ein Verwaltungsbezirk der Pfalzgrafschaft Mosbach und ab 1499 bis 1803 der Kurpfalz.

## Gebiet und Untergliederung
Das Oberamt Mosbach umfasste die Zenten Eberbach und Mosbach. Ihm unterstanden die Unterämter oder Kellereien Neckarelz, Lohrbach, Eberbach und Hilsbach. Ab 1650 bis 1696 und wiederum in der zweiten Hälfte des 18. Jahrhunderts war auch die Amtsvogtei Zwingenberg Teil des Gebiets.

### Orte des Oberamtes
Zum Amtsbezirk gehörten die Ortschaften Auerbach, Balsbach, Dallau, Diedesheim, Dielbach, Eberbach, Elsenz, Ferdinandsdorf, Friedrichsdorf, Haßmersheim, Hilsbach, Igelsbach, Katzenbach, Kirchardt, Krumbach, Lohrbach, Mittelschefflenz, Mörtelstein, Mosbach, Muckental, Mülben, Neckarburken, Neckarelz, Neckargerach, Nüstenbach, Obergimpern, Oberschefflenz, Obrigheim, Pleutersbach, Reihen, Richen, Rittersbach, Robern, Rockenau, Schluchtern, Schollbrunn, Siegelsbach, Sinsheim, Steinsfurt, Strümpfelbrunn, Sulzbach, Trienz, Untergimpern, Unterschefflenz, Wagenschwend, Weisbach, Wimmersbach und Zwingenberg.

## Geschichte
Die Zenten Mosbach und Eberbach sind erstmals um 1300 belegt. König Adolf von Nassau verpfändete die Stadt Mosbach mit den Gerichtsort über die Zentorte und allen Rechten 1297 an Gerlach von Breuberg. König Ludwig der Bayer gab 1330 Burg und Stadt Eberbach einschließlich der Zent als Pfand an seine Neffen, die Pfalzgrafen Ruprecht und Rudolf. Ein Eberbacher Zentgraf wurde erstmals 1360 erwähnt. Nach der Begründung des Territoriums Pfalz-Mosbach 1410 durch Pfalzgraf Otto I. kamen beide Zenten an jene pfälzische Nebenlinie. Das Amt Obrigheim wurde aufgelöst und mit Neckarelz zur Kellerei Neckarelz zusammengefasst.
In der Burg Lohrbach wurde ebenfalls eine Kellerei (1432 Keller bezeugt) eingerichtet, zu ihr gehörten neun Dörfer des Baulandes. Es kamen später neun weitere Dörfer hinzu, damit reichte die Kellerei bis ins Schefflenztal. Das seit 1357 bezeugte Amt Eberbach wurde um 1450 dem Amt Mosbach unterstellt, und für Eberbach blieb nur die Aufgabe als Kellerei. Nachdem 1499 die pfälzische Linie Pfalz-Mosbach ohne Nachkommen erlosch, fiel das Territorium zurück an die Kurpfalz. Hilsbach wurde 1517 Sitz der Kellerei Hilsbach.
Seit Anfang des 17. Jahrhunderts ist die Bezeichnung Oberamt in den Quellen nachweisbar.
Nach Auflösung der Kurpfalz (1803) und dreijähriger Zugehörigkeit (1803–1806) zum Fürstentum Leiningen kam das Oberamt Mosbach zu Baden. Das badische Amt Mosbach wurde zum späteren Bezirksamt Mosbach.

## Amtmänner
- 1434 Veit von Stettenberg (Amtmann)
- 1455 Anton von Emmehofen (Faut)
- 1475 Hans von Eicholzheim (Faut und Amtmann)
- 1491 Anselm von Eicholzheim (Faut)
- 1501 Eberhard Schenk Herr zu Erbach und Breuberg
- 1509 Joachim von Seckendorff (Faut und Amtmann)
- 1514 Wilhelm von Habern
- 1517 Hans Fuchs von Dornheim
- 1521 Hieronymus von Helmstatt
- 1528 Sebastian Rüdt von Collenberg (Vogt und Amtmann)
- 1536 Bleikard Landschad von Steinach (Faut)
- 1549 Philipp von Bettendorf
- 1556 Sebastian Rüdt von Collenberg
- 1565 Hans Bleikard Landschad von Steinach (Vogt)
- 1575 Konrad Obentraut (Vogt und Amtmann)
- 1578 Bleikart Landschad von Steinach (Vogt)
- 1580 Franz von Sickingen (Vogt und Amtmann)
- 1588 Johann Philipp Freiherr von Hohensachsen (Vogt)
- 1597 Hans Landschad von Steinach (Vogt und Amtmann)
- 1602 Georg Ludwig von Hutten zu Birkenfeld (Faut)
- 1632 Bleikard Landschad von Steinach (Faut und Amtmann)
- 1650 Friedrich von der Lippe genannt Hoen (Faut)
- 1655 Thomas von Klug (Faut)
- 1657 Friedrich Moser von Vilseck (Faut)
- 1660 Johann Christian von Adelsheim (Faut)
- 1680 Johann Philipp von Adelsheim (Faut)
- 1694 Graf von Essern (Faut und Amtmann)
- 1697 Franz Melchior Freiherr von Wieser
- 1702 Franz Graf von Manderscheid-Blankenheim
- 1720 Johann Franz von Marioth zu Langenau (Faut)
- 1726 Jos. Anton von Marioth zu Langenau (Sohn)
- 1737 Johann Ludwig Freiherr von Schade (Oberamtmann)
- 1758 Franz Georg Freiherr von Sturmfeder (Oberamtmann und Faut)